# سیارک ۸۴۹۲۱
سیارک ۸۴۹۲۱ (به انگلیسی: 84921 Morkolab، نامگذاری:2003VN1) هشتاد و چهار هزار و نهصد و بیست و یکمین سیارک کشف شده‌است که در ۹ نوامبر ۲۰۰۳ کشف شد.